# Jovem maquilhando-se
Jovem maquilhando-se (em francês:  Jeune femme se poudrant ) é uma pintura a óleo sobre tela do pintor francês Georges Pierre Seurat, datada de 1889-1890. A pintura retrata a sua amante Madeleine Knobloch.
Seurat manteve a sua relação com Madeleine em segredo. O seu relacionamento com a modelo foi ocultado quando a pintura foi exibida em 1890.
Antes de a pintura ser exibida publicamente, pensa-se que no local da floreira, na parede, estava o auto-retrato de Seurat. Este terá sido retirado a conselho de um amigo.
A pintura encontra-se na colecção da Courtauld Gallery.